# Marija Wassiljewna Abakumowa
Marija Wassiljewna Abakumowa (russisch Мария Васильевна Абакумова, Transliteration Marija Vasilevna Abakumova; * 15. Januar 1986 in Stawropol) ist eine russische Speerwerferin. Ihre Dopingvergehen während der Olympischen Spiele 2008 bis zu den Olympischen Spielen 2012 blieben bis 2016 unentdeckt.

## Karriere
Abakumowa feierte ihren ersten internationalen Erfolg als Vierte bei den Juniorenweltmeisterschaften 2003 in Sherbrooke. 2007 steigerte sie ihre Bestweite gegenüber der Vorsaison um mehr als vier Meter auf 64,28 m. Bei den Weltmeisterschaften 2007 in Osaka wurde sie Siebte mit 61,43 m.
Kurz vor den Olympischen Spielen 2008 brach sie am 2. August in Irkutsk mit 67,25 m den acht Jahre alten russischen Rekord von Tatjana Schikolenko. Während der Spiele 2008 trat sie gedopt an, was jahrelang unerkannt blieb.
Bei den Weltmeisterschaften 2011 in Daegu gewann Abakumowa die Goldmedaille. Mit ihrer Siegerweite von 71,99 m stellte sie einen neuen National- und Weltmeisterschaftsrekord auf und schob sich in der ewigen Bestenliste auf Rang 2. Dieser Titel wurde ihr jedoch aberkannt, ebenso die Goldmedaille. Zu den Olympischen Spielen 2012 in London reiste sie nicht als Favoritin an, und tatsächlich gewann Titelverteidigerin Barbora Špotáková. Abakumowa selbst blieb mit 59,34 m im Finale sowohl weit hinter ihrer Saisonbestleistung als auch hinter ihrer Qualifikationsweite zurück und kam nur auf den zehnten Platz.
Ins Jahr 2013 startete sie gut, warf schon im März 69,34 m und unterstrich damit ihre Ambitionen auf eine Goldmedaille bei den Weltmeisterschaften, ihre Dauerkonkurrentin Špotáková machte zudem gerade eine Babypause. Nach einigen Niederlagen gegen Christina Obergföll bei diversen Diamond-League-Meetings gewann sie im Juli bei der Sommer-Universiade in Kasan die Goldmedaille. In Moskau gelang es ihr nicht, ihren Titel zu verteidigen, mit 65,09 m holte sie nur die Bronzemedaille. Zum Saisonabschluss steigerte sie sich hingegen noch einmal. So gewann sie große Meetings in Stockholm und Zürich mit jeweils über 68 Metern, ehe sie beim ISTAF in Berlin mit 70,53 m die 70-Meter-Marke knackte und ihre eigene alte Weltjahresbestleistung übertraf.
2008 und 2013 wurde Abakumowa russische Meisterin im Speerwurf.
Nach Ablauf ihrer Dopingsperre Mitte Mai 2020 plant Abakumova ihre Rückkehr in den Wettkampfsport, allerdings muss sie noch Preisgeld zurückzahlen, was ihr in Anbetracht des Wechselkurses für den Rubel Probleme bereitet.

## Doping
2016 wurde Maria Abakumowa im Rahmen olympischer Dopingnachtests für die Olympischen Spiele 2008 des Dopings überführt, nachträglich disqualifiziert und ihre Ergebnisse gestrichen. Damit verlor sie ihre Silbermedaille an Christina Obergföll. Weitere Untersuchungen zeigten, dass sie bis 2012 regelmäßig Doping betrieb, woraufhin all ihre Resultate bis einschließlich der Olympischen Sommerspiele 2012 annulliert wurden. Sie verlor damit eine weitere Olympiamedaille sowie den Weltmeistertitel 2011.